# Услуга (икономика)
Услугите в икономиката съставляват отделен икономически сектор, при който се предоставят нематериални блага вместо стоки. Предоставянето на услуга е икономическа дейност, при която доставчикът предоставя на потребителя определена услуга за ползване при специален договор. За разлика от предлагането на стоки, услугите осигуряват поддръжка и поправка, обучение в конкретни умения или консултиране. Примери на услуги са финансовите услуги, образованието, транспортът, комуникациите, специализираните професионални услуги и др. В цифровата икономика услуги са предоставянето на комуникации и хостинг, създаването на софтуер и др., като потребителят може да ги ползва или със собствени устройства или с предоставени от доставчика за времето на договора – напр. модеми, рутери и т.н.
Предоставящият услугите използва своите способности, находчивост и опит, за да ги доставя в различни сфери, от дома до офиса. Има специфични условия при пренос на услугата или за нейното поддържане, съхранение. От друга страна са нужни стабилни инвестиции и постоянство в развитието, за да може да се поддържа конкурентоспособност спрямо други доставчици, които работят в същата благоприятна среда. Услугите водят до промяна на потребителите, на предметите притежавани от тях или на някаква нематериална ценност. Аутсорсингът при услугите използва човешки ресурси извън предприятието-доставчик.
Услугите съставят третичния сектор в икономиката след добивната промишленост и производството. Към 2020 г. в България в него се създава около две трети от БВП.